# SPOCK3
SPOCK3 (англ. SPARC/osteonectin, cwcv and kazal like domains proteoglycan 3) – білок, який кодується однойменним геном, розташованим у людей на 4-й хромосомі. Довжина поліпептидного ланцюга білка становить 436 амінокислот, а молекулярна маса — 49 429.
| 10         |  | 20         |  | 30         |  | 40         |  | 50         |
| ---------- |  | ---------- |  | ---------- |  | ---------- |  | ---------- |
| MLKVSAVLCV |  | CAAAWCSQSL |  | AAAAAVAAAG |  | GRSDGGNFLD |  | DKQWLTTISQ |
| YDKEVGQWNK |  | FRDEVEDDYF |  | RTWSPGKPFD |  | QALDPAKDPC |  | LKMKCSRHKV |
| CIAQDSQTAV |  | CISHRRLTHR |  | MKEAGVDHRQ |  | WRGPILSTCK |  | QCPVVYPSPV |
| CGSDGHTYSF |  | QCKLEYQACV |  | LGKQISVKCE |  | GHCPCPSDKP |  | TSTSRNVKRA |
| CSDLEFREVA |  | NRLRDWFKAL |  | HESGSQNKKT |  | KTLLRPERSR |  | FDTSILPICK |
| DSLGWMFNRL |  | DTNYDLLLDQ |  | SELRSIYLDK |  | NEQCTKAFFN |  | SCDTYKDSLI |
| SNNEWCYCFQ |  | RQQDPPCQTE |  | LSNIQKRQGV |  | KKLLGQYIPL |  | CDEDGYYKPT |
| QCHGSVGQCW |  | CVDRYGNEVM |  | GSRINGVADC |  | AIDFEISGDF |  | ASGDFHEWTD |
| DEDDEDDIMN |  | DEDEIEDDDE |  | DEGDDDDGGD |  | DHDVYI     |  |            |

A: Аланін

C: Цистеїн

D: Аспарагінова кислота

E: Глутамінова кислота

F: Фенілаланін

G: Гліцин

H: Гістидин

I: Ізолейцин

K: Лізин

L: Лейцин

M: Метіонін

N: Аспарагін

P: Пролін

Q: Глутамін

R: Аргінін

S: Серин

T: Треонін

V: Валін

W: Триптофан

Кодований геном білок за функціями належить до інгібіторів протеаз, інгібіторів металоферментів. 
Задіяний у такому біологічному процесі, як альтернативний сплайсинг. 
Білок має сайт для зв'язування з іоном кальцію. 
Локалізований у позаклітинному матриксі.
Також секретований назовні.